# Els jugadors d'escacs (Eakins)
Els jugadors d'escacs, és una pintura a l'oli sobre fusta de Thomas Eakins realitzada el 1876. Es conserva en el Museu Metropolità d'Art a Nova York des de l'any 1881 quan va sere donada por el propi pintor.

## Descripció
El quadre de la pintura presenta una situació complexa, dos amics del pare del pintor es troben participant e] una partida d'escacs i estan observats amb molta atenció, pel pare del propi pintor, Benjamin. El pintor va fer honor al seu pare amb una inscripció a la taula on diu:«El fill de Benjamin Eakins va pintar això el 76».